# Best of the Best
Best of the Best is een Amerikaanse martialarts-/actiefilm uit 1989 van regisseur Robert Radler met in de hoofdrol onder andere Eric Roberts, James Earl Jones en Phillip Rhee. Deze film draait om vijf Amerikaanse vechtsporters die hun land verdedigen op een toernooi tegen Zuid-Korea.

## Verhaal
De Amerikaanse coach Frank Couzo (James Earl Jones) dient vijf vechtsporters te selecteren die de Verenigde Staten zullen vertegenwoordigen op een toernooi tegen Zuid-Korea in Zuid-Korea. Tijdens een kwalificatie bewijzen de veteraan Alex Grady (Eric Roberts), de Koreaans-Amerikaanse Tommy Lee (Phillip Rhee), de cowboy Travis Brickley (Chris Penn), boeddhist Virgil Keller (John Dye) en Sonny Grasso (David Agresta) dat zij de beste zijn dat Amerika te bieden heeft. In de drie maanden die coach Frank Couzo nodig heeft om het team te trainen, leren de vijf vechtsporters elkaar beter kennen en raken ze goed bevriend. Het team wordt bijgestaan door assistenten Don Peterson (Tom Everett) en Kathryn Wade (Sally Kirkland).
In een persoonlijk gesprek tussen Alex Grady en Tommy Lee vertelt Grady over zijn zoon Walter (Edan Gross) en het verlies van zijn vrouw toen Walter nog erg jong was. Grady vraagt vervolgens of Lee ook familie heeft, maar hierover zwijgt hij. Lee heeft tijdens de trainingen steeds meer moeite om zich te concentreren en heeft een aantal keren last van flashbacks waarin hij de dood van zijn broer herbeleeft. De herinnering wordt het sterkst op het moment dat coach Couzo Lee linkt aan Dae Han (Simon Rhee) als tegenstander op het toernooi. Drie dagen voor het vertrek lopen de spanningen tussen de coach en het team hoog op. Allereerst krijgt Grady te horen dat zijn zoon is aangereden en in een coma is beland. Hierop vraagt hij aan coach Couzo of het goed is als hij naar zijn zoon gaat, maar dit krijgt geen akkoord. Hierop vertrekt Grady tegen de wil van de coach in om zijn zoon bij te staan, die bijkomt op het moment dat Grady aan het ziekenhuisbed staat. De druk die Couzo op Tommy Lee zet zorgt er uiteindelijk voor dat hij uit paniek vertrekt. Assistent Kathryn Wade ontdekt vervolgens dat coach Couzo in het verleden ook de broer van Tommy Lee heeft gecoacht en dat hij tijdens een toernooi is vermoord door Dae Han. De harde mentaliteit en de hoge eisen die hij stelt blijken te maken te hebben met de dood van de broer van Tommy Lee; iets waarvan coach Couzo zichzelf nog steeds de schuld geeft.
De overgebleven leden vragen aan de coach of hij Tommy Lee en Alex Grady wil vergeven en ze een tweede kans bieden. Door een samenloop van omstandigheden gaat hij hiermee akkoord, waarna vijf afgevaardigden hun land mogen verdedigen in Zuid-Korea. Het toernooi draait niet om individuele prestaties, maar om teamprestaties. Elke vechter behaalt een aantal punten die bij de teamscore wordt opgeteld. Grasso, Keller en Brickley verliezen hun gevecht waardoor de Verenigde Staten op achterstand komt te staan. Grady weet zijn tegenstander - zelf met een schouder uit de kom - wel te verslaan, waardoor het verschil tussen Zuid-Korea en de Verenigde Staten kleiner wordt. Uiteindelijk vindt de beslissing plaats in het gevecht tussen Tommy Lee en Dae Han. Tommy Lee heeft zichtbaar moeite om in vorm te komen, maar weet zichzelf - gesterkt door de gedachte aan zijn broer - om terug te slaan. Met nog een minuut te gaan heeft Tommy Lee zelfs de mogelijkheid om de dood van zijn broer te wreken, maar tegen ieders advies in doet hij dit niet. Dit heeft tot gevolg dat de Verenigde Staten verliezen van Zuid-Korea: 33-32. Bij de uitreiking van de medailles schaamt Dae Han zich voor zijn prestatie en besluit daarom om de medaille over te dragen aan Tommy Lee. Hij biedt hierbij zijn excuses aan voor de dood van zijn broer.

## Rolverdeling
| Acteur           | Personage              |
| ---------------- | ---------------------- |
| Eric Roberts     | Alexander "Alex" Grady |
| Phillip Rhee     | Tommy Lee              |
| Simon Rhee       | Dae Han                |
| Chris Penn       | Travis Brickley        |
| John Dye         | Virgil Keller          |
| David Agresta    | Sonny Grasso           |
| James Earl Jones | Coach Frank Couzo      |
| Tom Everett      | Assistent Don Peterson |
| Sally Kirkland   | Assistent Kathryn Wade |
| Edan Gross       | Walter Grady           |

## Vervolgen
- Best of the Best 2 (1993)
- Best of the Best 3: No Turning Back (1995)
- Best of the Best: Without Warning (1996)

## Trivia
- De acteurs die tegenover elkaar komen te staan als Tommy Lee en Dae Han zijn in realiteit broers.
- Hoewel de afgebeelde gevechten zich afspelen tijdens een in de film zo genoemde karatewedstrijd, komen de vertoonde technieken met name uit de judo, karate, kickboksen en taekwondo, waarin Simon Rhee de zevende dan bezit en Philip Rhee de zesde.

## Noot
1. ↑  Best of the Best. Box Office Mojo. Geraadpleegd op 20 augustus 2013.